# Estación San Andrés de Giles
San Andrés de Giles es una estación ferroviaria ubicada en la localidad homónima, Provincia de Buenos Aires, Argentina. Pertenece al Ferrocarril General Urquiza de la red ferroviaria argentina.

## Servicios
La estación no brinda servicio de carga ni de pasajeros, sino que actualmente es un Centro de Combatientes de Malvinas. 

## Historia
La sección Lacroze - Rojas tuvo servicio de pasajeros, conocido popularmente como el "Federico", hasta noviembre de 1993[cita requerida]. El último servicio de cargas se registró en el año 1998[cita requerida]. Actualmente el ramal completo se encuentra sin tráfico y en estado de abandono.